# Говоров, Филипп Парамонович
Филипп Парамонович Говоров (род. 22 ноября 1948, Муравлёвка, Измаильская область) — специалист в области энергетики, доктор технических наук (2001 г.), профессор (2002 г.), академик (1992 г.), основатель научной школы по электроснабжению и освещению городов (1992 г.), организатор первой в Украине международной научно-технической конференции по физическим и техническим проблемам светотехники и электроэнергетики (2002 г.), организатор выпуска и главный редактор единственного в Украине международного научно-технического светотехнического профессионального журнала «Світлотехніка та електроенергетика» (2002 г.), организатор проведения научного семинара НАН Украины по физическим проблемам энергетики по проблеме «Оптимизация систем электроснабжения и освещения городов» (2003 г.). С 2005 г. Ф. П. Говоров становится главным редактором единственного в Украине научно-производственного журнала «Світло-LUX». С сентября 2007 г. — профессор кафедры светотехники и источников света ХНУГХ им. А. Н. Бекетова.

## Биография
Родился Филипп Парамонович 22 ноября 1948 г. в с. Муравлёвка Измаильского района Одесской области в рабочей семье. Отец — Парамон Дмитриевич — известный в Бессарабии автомобилист. Мать — Говорова Домна Автономовна — домохозяйка.
1955—1963 гг. — учёба в начальной семилетней школе, которую окончил с отличием.
1963—1966 гг. — учёба в средней школе-интернате в болгарском посёлке Суворов — райцентре Измаильской области.
1966—1971 гг. — студент Одесского политехнического института (сейчас Одесский национальный политехнический университет) по специальности «Электроснабжение промышленных предприятий, городов и сельского хозяйства».
1966—1971 гг. — принимал участие в работе студенческих строительных отрядов «Политехник».
Июнь 1971 г. — защищает диплом о высшем образовании по теме: "Электроснабжение троллейбусного маршрута № 1 «Железнодорожный вокзал — Шуменский жилой массив в г. Херсоне».
Октябрь 1971 г. — после окончания института принят по направлению Министерства химической промышленности СССР инженером по электронадзору в отдел главного энергетика Производственного объединения (ПО) «Химпром», Сумы.
Январь 1973 г. — принят на работу в службу линий электропередач и подстанций на предприятие электросетей, г. Измаил.
Ноябрь 1974 г. — принят на должность главного инженера предприятия «Горсвет», г. Измаил.
Январь 1975 г. — принят на должность главного энергетика межколхозного дорожно-строительного управления, г. Измаил.
Июль 1975 г. — зачислен на должность старшего научного сотрудника кафедры общей электротехники Сумского филиала ХПИ (сейчас Национальный технический университет «Харьковский политехнический институт»).
Декабрь 1979 г. — зачислен в аспирантуру ХПИ с отрывом от производства.
1982 г. — защищает кандидатскую диссертацию по теме: «Режимы работы и параметры вольтодобавочных трансформаторов с тиристорным управлением» в Ленинградском политехническом институте (сейчас Санкт-Петербургский политехнический университет Петра Великого).
Декабрь 1982 г. — зачислен по направлению Минобразования УССР на должность ассистента кафедры электрических машин и аппаратов Украинского заочного политехнического института (сейчас Украинская инженерно-педагогическая академия), г. Харьков.
Сентябрь 1988 г. — зачислен на должность доцента кафедры электроснабжения городов Харьковского института инженеров коммунального строительства (сейчас Харьковский национальный университет городского хозяйства имени А. Н. Бекетова (ХНУГХ им. А. Н. Бекетова).
Октябрь 1992 г. — избран академиком-секретарём отделения «Энергетика и ресурсосбережение» АН ВОУ.
Октябрь 1995 г. — зачислен в докторантуру Харьковской государственной академии городского хозяйства (ХГАГХ) (сейчас ХНУГХ им. А. Н. Бекетова) по специальности 05.14.02 — Электрические станции (электрическая часть), сети, электроэнергетические системы и управление ими.
Октябрь 1998 г. — принят на должность доцента кафедры электроснабжения городов после окончания докторантуры ХГАГХ.
2001 г. — защитил докторскую диссертацию по теме: «Управление режимами распределительных электрических сетей городов на основе гибких систем» в Национальном университете «Львовская политехника».
Январь 2001 г. — избран академиком и руководителем отделения «Энергетика и ресурсосбережение» АН ВОУ.
Декабрь 2001 г. — переведён на должность профессора кафедры электроснабжения городов ХГАГХ.
Январь 2002 г. — избран руководителем Харьковского регионального отделения АН ВОУ и заместителем руководителя Восточного научного центра АН ВОУ.
2002 г. — присвоено учёное звание профессора.
2002—2007 гг. — заведующий кафедрой светотехники и источников света ХГАГХ (с 2003 г. ХНАГХ).
Август 2004 г. — избран вице-президентом АН ВОУ, руководителем секции технических наук.
Июнь 2006 г. — назначен на должность руководителя центра энергоэффективных технологий Харьковской национальной академии городского хозяйства (ХНАГХ) (сейчас ХНУГХ им. А. Н. Бекетова).
2007 г. — президент Украинского комитета по освещению.
С сентября 2007 г. — профессор кафедры светотехники и источников света ХНУГХ им. А. Н. Бекетова.
2008 г. — член Международной комиссии по освещению.
Декабрь 2012 г. — избран действительным академиком Академии наук Республики Сербской.
Декабрь 2013 г. — избран руководителем Восточного научного центра АН ВОУ.
С 2014 г. — член Государственной Аттестационной комиссии МОН Украины.
С 2015 г. — член Научного совета МОН Украины.
Май 2017 г. — назначен руководителем специализированного совета ХНУГХ им. А. Н. Бекетова по специальности 05.14.02 — электрические станции, сети и системы.
Август 2017 г. — назначен гарантом программы (Phd) подготовки
ХНУГХ им. А. Н. Бекетова по специальности 1.41 — Электроэнергетика, электротехника и электромеханика.

## Педагогическая и организаторская деятельность
Более четырёх десятилетий Ф. П. Говоров занимается подготовкой инженерных и научно-педагогических кадров для энергетической и светотехнической отраслей. Под его руководством защищены дипломные, магистерские, кандидатские работы. Слушателями его лекций являются студенты, аспиранты, докторанты и преподаватели университета. Ученики Филиппа Парамоновича успешно работают в университетах, учреждениях, частных фирмах и на предприятиях Украины, ближнего и дальнего зарубежья. Многие из них стали известными специалистами, кандидатами или докторами наук. Среди них: к. т. н., доц. НТУ «ХПИ» А. Н. Довгалюк, к. т. н., доц. кафедры электроснабжения и электропотребления городов ХНУГХ им. А. Н. Бекетова В. А. Перепеченый, технический директор АК «Харьковоблэнерго» А. И. Ганус, директор коммунального предприятия (КП) «Лисичанскгорсвет» А. С. Лесной, директор КП «Краснодонгорсвет» А. Н. Нехлюдов, руководитель КП «Киевгорсвет» В. М. Баранов, зам. директора АК «Одессаоблэнерго» В. М. Хлестов, руководители служб АК «Одессаоблэнерго» Д. М. Каравайський, С. Г. Завьялов, В. Н. Мартынов, технический директор «Лисичансктеплоэнерго» С. А. Лесной, министр энергетики Иордании Абу-си-си Дирир Муса, министр энергетики Республики Гвинея М. Диало, руководители высшего ранга (А. И. Ганусов, В. В. Момот) и др.
В должности заведующего кафедрой светотехники и источников света Филипп Парамонович много сделал для обеспечения широких связей кафедры со светотехническими организациями, оснащения учебных лабораторий современным оборудованием, организации подготовки на кафедре высококвалифицированных инженерных и научных кадров. Им была поднята на более высокий уровень работа аспирантуры, кадровая и учебно-методическая работа, организовано проведение научно-технических конференций, семинаров и выпуск научно-технических журналов «Світло-LUX» (председатель редакционного совета), «Світлотехніка та електроенергетика» (учредитель и главный редактор).
Ф. П. Говоров преподаёт дисциплины: для студентов: «Электрические сети», «Искусство и технологии освещения», «Световой дизайн архитектурной среды», «Теория автоматического управления», «Электрические станции», «Релейная защита техники высокого напряжения»; для аспирантов (Phd): «Автоматизация управления режимами электрических сетей», «Оптимизация режимов электронных сетей», «Инновационные технологии в энергетике», «Качество электрической энергии в сетях».

## Научная деятельность
Научные интересы Филиппа Парамоновича характеризуются широким кругом вопросов в области оптимизации режимов и параметров систем электроснабжения и освещения городов. Ему удалось впервые объединить две, казалось бы разрозненные, области — светотехнику и электроэнергетику, и на этой основе создать новое направление в науке и технике — светоэнергетику, науку о биоэнергетических процессах в светотехнических системах, как совокупность светотехнических и электротехнических устройств, объединённых в единую биотехническую систему. Его исследования процессов в таких системах доказывают возможность учёта социально-экономических и экологических последствий деятельности человека и оптимизации процессов в системах электроснабжения и освещения по комплексным социально-экономическим и экологическим критериям. Им впервые определено влияние искажений, вносимых разрядными лампами, на параметры и режимы электрических сетей.
Ф. П. Говоров определил природу реактивной мощности разрядных ламп, разработал научные основы, методы и технические средства компенсации реактивной мощности в осветительных электрических сетях. Под его руководством разработана парадигма автоматического управления режимами работы осветительных электрических сетей, учитывающая светоцветовое воздействие на животный и растительный мир. Разработана комплексная программа по выращиванию овощей в условиях закрытого грунта, которая выполнялась с участием известного специалиста по сельскохозяйственным наукам акад. А. С. Болотских и специалистов по энергетике и светотехнике. Реализация программы обеспечила экономию сотен млн. кВт/ч электроэнергии и повышение производительности выращивания овощей на 30-40 %.
Он разработал парадигму автоматического управления режимами работы систем электроснабжения и освещения городов, совокупность методов и технических средств, обеспечивающих управление режимами их работы в условиях неопределённости параметров и режимов в пространственном и временном измерениях. Филипп Парамонович установил низкий уровень корреляции графиков напряжения и реактивной мощности в городских электрических сетях и разработал научно-методические основы автоматического управления режимами работы в этих условиях.
Ф. П. Говоров разработал и организовал производство серии многофункциональных устройств на основе вольтодобавочных трансформаторов, адаптированных для параметров сетей и режимов их работы. Сегодня эти устройства выпускаются предприятиями Харькова и Киева и успешно работают в системах электроснабжения и освещения городов Украины, России, Белоруссии, Молдовы и др. В этой области Филиппом Парамонович выполнено более ста разработок. Среди них:
- универсальный коллекторный микромотор для бытовых электрических приборов;
- бесколлекторный двигатель постоянного тока;
- регулятор мощности для установок наружного освещения;
- многофункциональный преобразователь напряжения;
- тиристорный контактор для установок наружного освещения;
- устройство автоматического управления лучом электронно-лучевой сварочной установки.

Профессор Ф. П. Говоров в 2007 году создал Украинский комитет по освещению и был избран его президентом. С 2008 г. — член Международной комиссии по освещению.
С 2014 г. под его руководством выполняются госбюджетные НИР: «Разработка методов и технических средств автоматического управления режимами городских электрических сетей», «Комплексная оптимизация режимов систем тепло-, электроснабжения и освещения объектов социально-культурного назначения».
Разработанные им устройства для автоматизированного управления режимами осветительных электрических сетей (тиристорные контакторы, регуляторы напряжения, стабилизаторы напряжения, многофункциональные устройства управления режимами сетей и т. д.) дают реальную экономию миллиардов киловатт-часов электроэнергии и миллионов штук осветительных ламп. В условиях дефицита энергетических и материальных ресурсов — это весомый персональный вклад Ф. П. Говорова в развитие Украины, поддержку её независимости, экономической и энергетической безопасности, развитие её науки и техники.
Влияние на формирование Филиппа Парамоновича как учёного оказали проф. В. П. Толкунов, проф. К. П. Власов, проф. В. В. Зорин, проф. С. Ф. Артюх, проф. И. Г. Шелепов и др. Ими была создана среда и все условия для его творческого развития. В 1982 г. Ф. П. Говоров под руководством проф. В. П. Толкунова досрочно защитил кандидатскую диссертацию по теме: «Режимы работы и параметры вольтодобавочных трансформаторов с тиристорным управлением» в Ленинградском политехническом институте (кафедры К. С. Демирчана и В. В. Фетисова). После защиты диссертации Филипп Парамонович работает на кафедре электрических машин и аппаратов Украинского заочного политехнического института и продолжает исследования по тематике вольтодобавочных трансформаторов.
В 1988 г. Ф. П. Говоров переводится в Харьковский институт коммунального строительства на должность доцента кафедры электроснабжения городов, где сотрудничает с известными специалистами в энергетике и электротехнике: проф. К. П. Власовым, доц. В. И. Полосухиным, проф. К. К. Намитоковым, проф. В. В. Науманом и др. Успешно продолжает исследования по заказу акционерной компании (АК) «Харьковоблэнерго», ПО «Союзсвет», ПО «ХЭМЗ», ПО «Электрическе машины» и так далее.
В 1992 году Ф. П. Говоров основал научную школу по электроснабжению и освещению городов.
В 2001 году под руководством проф. В. В. Зорина он защищает докторскую диссертацию по теме: «Управление режимами распределительных электрических сетей городов на основе гибких систем» в Национальном университете «Львовская политехника», где неоценимую помощь получил от коллектива кафедры электрических сетей и систем и персонально от проф. А. В. Жураховского, проф. В. С. Перхача, проф. П. Д. Лежнюка, проф. В. В. Тысленко, проф. М. С. Сегеды, проф. П. Г. Стахова и других.
В Академии наук высшего образования Украины (АН ВОУ) Филипп Парамонович работает с 1992 г.:
с 1993 г. — учёный секретарь, с 1995 г. — академик-секретарь отделения энергетики и ресурсосбережения, с 1997 г. — руководитель Харьковского отделения и заместитель руководителя Восточного научного центра АН ВОУ, с 2007 г. — вице-президент, руководитель сектора технических наук. Благодаря усилиям Ф. П. Говорова сейчас отделение энергетики и ресурсосбережения АН ВОУ является одним из мощных отделений Академии, способных решать задачи любой сложности. Благодаря усилиям Ф. П. Говорова и его научной школы, а также при поддержке коллектива отделения впервые в истории АН ВОУ создан тематический выпуск «Вестника АН ВОУ» по энергетике и ресурсосбережению, разработан ряд концепций и программ по энергосбережению, что обеспечило ознакомление широкой энергетической общественности Украины с разработками академиков отделения и способствовало популяризации и внедрению их достижений в производство.
Научная деятельность Филиппа Парамоновича отмечена наградами и благодарностями.

## Международная деятельность
С 2001 г. расширились рамки международной деятельности Ф. П. Говорова. Он является постоянным участником международных конференций по светотехнике (Болгария, Венгрия, Польша, Германия и др.) и электроэнергетике (Российская Федерация, Франция, Австрия, Греция, Сербия, Словакия и т. д.). В государствах СНГ Ф. П. Говорова знают как известного специалиста-светотехника. Тесные связи поддерживаются им с предприятиями «Горсвет» Ташкента, Москвы, Санкт-Петербурга, Нижнего Новгорода, Калининграда и др.
Филипп Парамонович являлся организатором проведения первой в Украине международной научно-технической конференции по физическим и техническим проблемам светотехники и электроэнергетики; организовал выпуск единственного в то время в Украине международного научно-технического журнала «Світлотехніка та елетроенергетика», который впоследствии был внесён в перечень ВАК научных специализированных изданий Украины.
Среди достижений Ф. П. Говорова — создание Национального светотехнического комитета Украины и введение Украины в состав Международной комиссии по освещению, благодаря чему Украина стала полноправным тридцать девятым светотехническим государством мира, равным среди таких государств, как: Германия, Англия, Франция, США, Япония, Нидерланды, Китай и др. За значительный личный вклад в развитие мировой светотехники и энергетической науки в 2012 году Ф. П. Говоров избран действительным академиком Национальной академии наук Республики Сербской, где им сделан доклад на тему «Освещение будущего».
С 2017 г. Ф. П. Говоров является руководителем международного проекта с НАН Молдовы по разработке Smart-Grid систем для городских электрических сетей.

## Общественная деятельность
Профессор Ф. П. Говоров ведёт активную работу во многих общественных организациях. Он является действительным академиком АН ВОУ (1992 г.), вице-президентом АН ВОУ, руководителем секции технических наук (2004 г.), председателем Харьковского регионального отделения АН ВОУ (2002 г.), руководителем Центра энергоэффективных технологий ХНАГХ (2006 г.) (сейчас ХНУГХ им. А. Н. Бекетова), руководителем Восточного научного центра АН ВОУ (2013 г.), академиком-секретарём отделения «Энергетика и ресурсосбережение» (1992 г.), генерал-майором казачества (генерал-есаул) Международной Ассоциации «Казачество» (2006 г.), атаманом Харьковского отделения бунчукового казацкого общества международной Ассоциации «Казачество» (2006 г.), президентом Украинского комитета по освещению (2007 г.), членом Международной комиссии по освещению (МКО) (2008 г.), действительным академиком Академии наук Республики Сербской (2012 г.), основателем научной школы по электроснабжению и освещению городов (1992 г.), организатором выпуска и главным редактором международного научно-технического профессионального журнала «Світлотехніка та електроенергетика» (2002 г.), председателем редакционного совета журнала «Світло-LUX» (2005 г.). Член редколлегий большого количества журналов, оргкомитетов конференций и тому подобное.

## Ордена
- Орден святейших равноапостольных Кирилла и Мефодия (2014 г.)
- Орден Святого Владимира УПЦ III степени (2017 г.)

## Медали
- Медаль ВДНХ Украины (1985 г.)
- Медаль Ярослава Мудрого (2003 г.)
- Медаль «За достижения в образовании и науке» (2004 г.)
- Медаль Киевского городского головы Омельченко (2004 г.)
- Медаль Юрия Николаевича Тарана-Жовнира (2008 г., 2014 г.)
- Медаль Остроградского (2009 г.)
- Медаль Верховной рады Украины «Научно-образовательный потенциал» (2011 г.)
- Медаль Ивана Пулюя (2011 г.)
- Юбилейная медаль «20 лет Академии наук высшего образования Украины» (2012 г.)
- Золотая медаль Академии наук Республики Сербской (2013 г.)
- Медаль МОН Украины «Флагман образования и науки Украины» (2013 г.)
- Медаль Святого Владимира (2011 г., 2013 г.)
- Медаль имени А. А. Богомольца (2017 г.)

## Почётные звания
- Действительный академик Академии наук высшего образования Украины (АН ВОУ) (1992 г.)
- Академик-секретарь отделения «Энергетика и ресурсосбережение» (1992 г.)
- Член Президиума АН ВОУ (2002 г.)
- Председатель Харьковского регионального отделения АН ВОУ (2002 г.)
- Вице-президент АН ВОУ, руководитель секции технические науки (2006 г.)
- Генерал-майор казачества (генерал-есаул) Международной Ассоциации «Казачество» (2006 г.)
- Атаман Харьковского отделения бунчукового казацкого общества Международной Ассоциации «Казачество» (2006 г.)
- Президент Украинского комитета освещения (2007 г.)
- Член Международного комитета освещения (2008 г.)
- Член Государственной аттестационной комиссии МОН Украины (2012 г.)
- Действительный академик Академии наук Республики Сербской (2012 г.)
- Руководитель Восточного научного центра АН ВОУ (2013 г.)
- Член научного совета МОН Украины (2014 г.)

## Грамоты
- Грамота от Председателя редакционного совета "За большой личный вклад в создание общегосударственного научно-производственного и информационного журнала «Энергосбережение. Энергетика. Энергоаудит» и в связи с 15-летием выхода в свет первого номера журнала (2012 г.)
- Грамота Харьковской национальной академии городского хозяйства (ХНАГХ) «За многолетний добросовестный труд и по случаю 90-летия академии» (2012 г.)
- Грамота Министерства образования и науки Украины, АН ВОУ «За весомый вклад в развитие образования и науки Украины» (2013 г.)
- Грамота Украинской православной церкви (УПЦ) (2014 г.)
- Грамота Святейшего Патриарха Киевского и всея Руси-Украины Филарета (2016 г.)

## Дипломы
- Диплом лауреата выставки 1987 года «За успехи в экономическом и социальном развитии Украинской ССР» (1987 г.)
- Диплом Президиума АН ВОУ «За выдающиеся достижения в области энергетики и ресурсосбережения» (2008 г.)
- Диплом НАН Украины "За весомый вклад в развитие внешкольного образования и участие в IV всеукраинской выставке-фестивале «Избранные дети Украины» (2010 г.)
- Диплом всеукраинского издательского проекта «Научно-образовательный потенциал Украины» за весомый личный вклад в развитие отечественного образования и науки (2011 г.)
- Диплом иностранного члена-академика Академии наук и искусства Республики Сербской (2011 г.)
- Диплом победителя Международного конкурса инвестиционных и инновационных проектов «Харьковские инициативы». Номинация «Лучший инновационный проект в сфере энергосбережения». Проект «Энергоэффективная технология электроснабжения и освещения городов» (2012 г.)
- Диплом финалиста Международного конкурса инвестиционных и инновационных проектов. Номинация "Лучший инвестиционный проект кластера «Жилищно-коммунальное хозяйство». Проект «Энергоэффективная система освещения объектов социально-культурного и бытового назначения» (2013 г.)
- Диплом финалиста Международного конкурса инвестиционных и инновационных проектов. Номинация «Лучший инновационный проект в сфере энергосбережения» (2012 г.)
- Проект «Энергосберегающие светодиодные светильники для освещения жилых и общественных зданий» (2013 г.)
- Диплом лауреата Награды Святого Владимира за значительный личный вклад в развитие науки и образования в Украине (2006 г.)

## Благодарности
- Благодарность за долголетнюю плодотворную работу и в связи с 50-летием со дня рождения (1998 г.)
- Благодарность за успешное проведение защиты дипломных проектов на базе акционерной компании АК «Житомироблэнерго» (2000 г.)
- Благодарность и поощрение денежной наградой в связи с 55-летием со дня рождения (2003 г.)
- Благодарность городского головы г. Киева «За весомый личный вклад в развитие науки, высокий профессионализм и в связи с 55-летием со дня рождения» (2004 г.)
- Благодарность в связи с 65-летием со дня рождения за долголетнюю и добросовестную работу (2013 г.)
- Благодарность от председателя Харьковского областного совета (2015 г.).
- Победитель Всеукраинских конкурсов:
- «Научно-образовательный потенциал Украины» (2011 г.)
- «Лучший учёный года 2011» (2011 г.)
- «Флагман образования и науки Украины» (2013 г.)
- Первая Премия за монографию «История украинской светотехники» АН ВОУ (2016 г.)

## Публикации
Ф. П. Говоров — автор более 500 научных трудов, среди которых:
- учебников — 2
- учебных пособий — 3
- учебно-методических изданий и конспектов лекций — 4
- монографий — 3
- научных статей и тезисов докладов — более 450
- изобретений — 24.

Список опубликованных работ и изобретений профессора Ф. П. Говорова см. в разделе «Ссылки»

## Досуг
В свободное время любит рыбачить, посещать баню, читать книги, слушать музыку (в своё время играл в оркестре), любит театр, филармонию. Активно занимается спортом, имеет разряды (футбол, волейбол).